# غوران ديموفسكي
غوران ديموفسكي (بالمقدونية: Горанче Димовски)‏ هو مدرب كرة قدم ولاعب كرة قدم شمال مقدوني في مركز الدفاع، ولد في 14 أكتوبر 1982 في مدينة فيليس في مقدونيا الشمالية. لعب مع اف كي مقدونيا ونادي أحمد غروزني ونادي داسيا كيشيناو ونادي رابوتنيتشكي.

## وصلات خارجية
- غوران ديموفسكي على موقع الاتحاد الأوربي (الإنجليزية)
- غوران ديموفسكي على موقع قاعدة بيانات كرة القدم.إي يو (الإنجليزية)
- غوران ديموفسكي على موقع Soccerway.com (الإنجليزية)